# Sandra Osborne
Sandra Currie Osborne (née Clark, le 23 février 1956) est une femme politique du Parti travailliste écossais, qui est députée d'Ayr, Carrick et Cumnock de 2005 à 2015. Elle est députée de la circonscription d'Ayr de 1997 à 2005. Elle démissionne d'un poste au gouvernement en 2003 à la suite de la guerre d'Irak. Elle est membre de la commission restreinte des Affaires étrangères de 2005 à 2010 et de nouveau à partir de 2013. Elle est membre du Defence Select Committee 2010-13 et du Conseil de l'Europe.

## Jeunesse et carrière
Osborne est né et grandit dans le quartier défavorisé de Ferguslie Park, à Paisley. Elle fait ses études à l'école secondaire Camphill à Paisley. Elle suit des cours du soir avant d'aller au Jordanhill College où elle obtient un diplôme en éducation communautaire. Après avoir travaillé comme travailleuse communautaire à Glasgow, elle déménage dans l'Ayrshire, où elle travaille pendant quatorze ans comme conseillère auprès de Women's Aid, basé à Kilmarnock. Pendant cette période, elle étudie à temps partiel à l'Université de Strathclyde où elle obtient une maîtrise ès sciences en égalité et discrimination. En 1997, elle est l'une des finalistes des Scottish Woman of the Year Awards (Glasgow Evening Times) nommée pour son travail avec les femmes maltraitées.

## Carrière politique
Osborne est conseillère pour Whitletts au conseil de district de Kyle and Carrick et au conseil du South Ayrshire où elle est également responsable des services communautaires (logement et travail social). Elle est membre du syndicat Unite (anciennement TGWU) et est militante au sein du Parti travailliste depuis 1976, servant pendant un certain temps comme secrétaire d'Ayr CLP. En 1983, elle est membre du contingent écossais de la Marche du peuple pour l'emploi qui marche de Glasgow à Londres. Elle est sélectionnée comme candidate travailliste à Ayr parmi une liste restreinte de femmes. En mai 1997, elle est élue députée de la circonscription d'Ayr, devenant ainsi la toute première députée travailliste d'Ayr. Elle est réélue aux élections générales de 2001.
Osborne est secrétaire parlementaire privé d'Helen Liddell, la secrétaire d'État pour l'Écosse, de juin 2002 jusqu'à ce qu'elle démissionne en mars 2003 en raison de son opposition à une guerre contre l'Irak. Elle pense que cela n'aurait pas dû continuer sans une deuxième résolution de l'ONU. Elle est auparavant PPS de George Foulkes, ministre d'État au Scotland Office et de son prédécesseur à ce poste, Brian Wilson. Elle est présidente du groupe écossais des députés travaillistes et membre de l'exécutif écossais du parti travailliste. Elle est présidente du groupe multipartite sur la méningite. Elle est membre du comité Kerley sur le renouvellement de la démocratie locale, fournissant un rapport minoritaire s'opposant à la représentation proportionnelle.
En juin 2004, Osborne est choisie comme candidate travailliste pour la nouvelle circonscription d'Ayr, Carrick et Cumnock, où elle est élue aux élections générales de 2005 avec une majorité de 9 997 voix. Elle siège au comité restreint des affaires étrangères de 2005 à 2010. Elle est également secrétaire du Groupe multipartite sur la Colombie et du Groupe Femmes, paix et sécurité. En 2006, le Premier ministre de l'époque, Tony Blair la nomme membre de la délégation britannique auprès de l'Assemblée parlementaire de l'Organisation pour la sécurité et la coopération en Europe (OSCE).
Le 6 mai 2010, Osborne est réélue député d'Ayr, Carrick et Cumnock avec une majorité de 9 911 voix. En 2010, elle est élue vice-présidente de la commission des affaires étrangères du parti travailliste et présidente du All Party Equalities Group. En octobre 2010, elle est nommée membre du Comité restreint de la Défense et du Conseil de l'Europe. En 2011, elle devient membre du comité spécial mis en place pour examiner le projet de loi qui est devenu l'Armed Forces Act 2011. En janvier 2011, le président de la Chambre des communes la nomme à son panel de présidents. Elle est reconduite dans ses fonctions au sein de la commission restreinte des Affaires étrangères en 2013.

## Famille
Son mari est Alastair Osborne, est le candidat travailliste dans la même circonscription d'Ayr en 1992 que Sandra Osborne remporte pour son parti en 1997. Le couple a deux filles et deux petites-filles et vit à Symington, Ayrshire.